# Dene Tha'
Dene Tha' est une bande indienne de la Première Nation des Slaveys du Sud du Nord de l'Alberta au Canada. Elle possède sept réserves et est basée à Chateh (en). En 2016, elle a une population inscrite totale de 3 009 membres. Elle fat partie du conseil tribal de North Peace Tribal Council et est signataire du Traité 8.

## Nom
Le nom de la bande de Dene Tha' signifie les « gens communs du territoire ».

## Démographie
Les membres de Dene Tha' sont des Slaveys du Sud. En avril 2016, la bande avait une population inscrite totale de 3 009 membres dont 69,53 % vivaient sur une réserve. Selon le recensement de 2011, sur une population totale de 1 755 personnes, 98,6 % de la population connaît l'anglais, 70,7 % connaît une langue autochtone et 0,6 % connaît le français. 55 % de la population utilise une langue autochtone à la maison. En effet, la majorité de la population parle déné. Généralement, chaque membre de la bande a un nom déné et un nom anglais.

## Géographie
La bande de Dene Tha' possède sept réserves, toutes situées en Alberta, dont la plus populeuse est Hay Lake 209,. Elle est basée à Chateh. La ville importante située le plus près de la bande est High Level.
| Nom                 | Superficie (ha) |
| ------------------- | --------------- |
| Amber River 211     | 2 332,30        |
| Bistcho Lake 213    | 354,10          |
| Bushe River 207     | 11 167,50       |
| Hay Lake 209        | 12 355,30       |
| Jackfish Point 214  | 103,60          |
| Upper Hay River 212 | 1 418           |
| Zama Lake 210       | 2 307,20        |

## Gouvernement
La bande de Dene Tha' est gouvernée par un conseil de bande élu selon un système électoral selon la coutume basé sur la section 11 de la Loi sur les Indiens. Pour le mandat de 2013 à 2017, ce conseil est composé du chef Joe Pastion et de huit conseillers,. La bande fait partie du conseil tribal de North Peace Tribal Council